# Yvonne De Man
Yvonne De Man (Antwerpen, 3 december 1894 – Hoeilaart, 13 september 1981) was een Vlaamse schrijfster. Ze was de kleindochter van dichter Jan van Beers  en zus van de politicus Hendrik De Man. De Man was - samen met haar echtgenoot Gust De Muynck - een van de medestichters van Socialistische Arbeidersjeugdbeweging in België.

## Schrijfster
Haar debuut, Ons dagelijks brood, De wederwaardigheden van een huisvrouw van Antwerpen tot Manhattan (1953), was autobiografisch geïnspireerd. Haar tweede boek Een vrouw met name Suzanna (1956), gebaseerd op het Bijbels verhaal Suzanna en Joachim, is een feministisch antwoord op Het boek van Joachim van Babylon (1947) van Marnix Gijsen. Dag Faun. Pompeï en zijn schoonheid als uiting van levenskunst (1959) gaat over een reis naar Napels, Herculaneum en Pompei en Voor Klaartje (1965) brengt het levensverhaal van een man van middelbare leeftijd.

## Werken
- Ons dagelijks brood - 1953
- Een vrouw met name Suzanna - 1956
- Dag Faun - 1960
- Voor Klaartje - 1965